# Margaret Murray

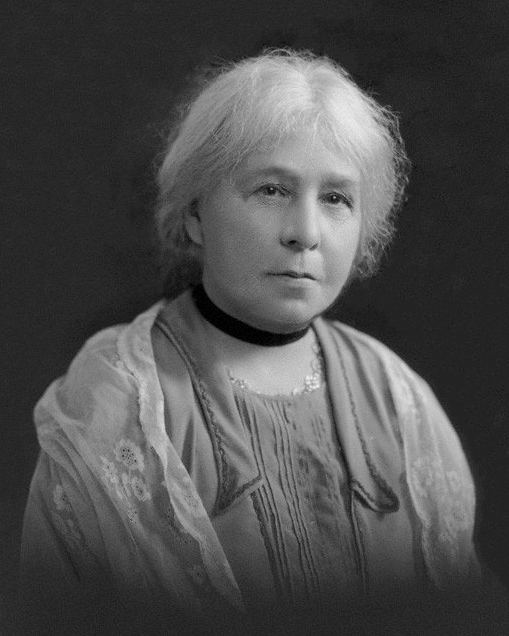
Margaret Murray in 1928

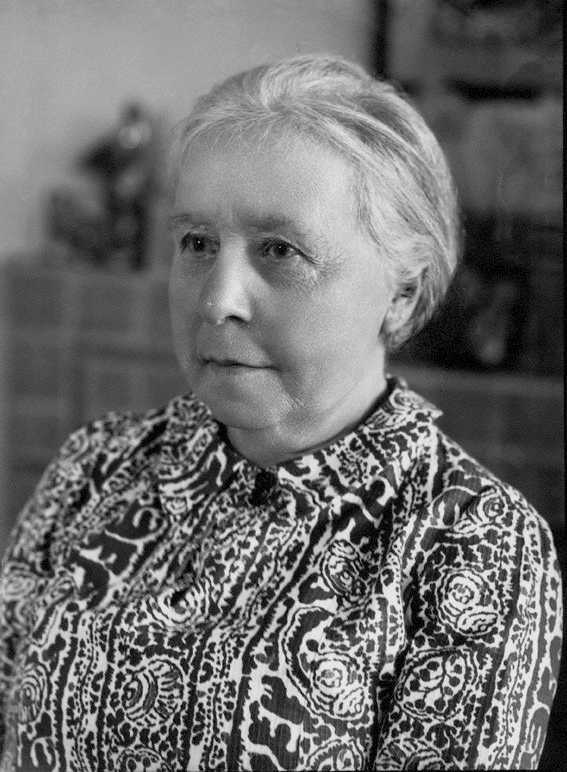
Margaret Murray in 1938

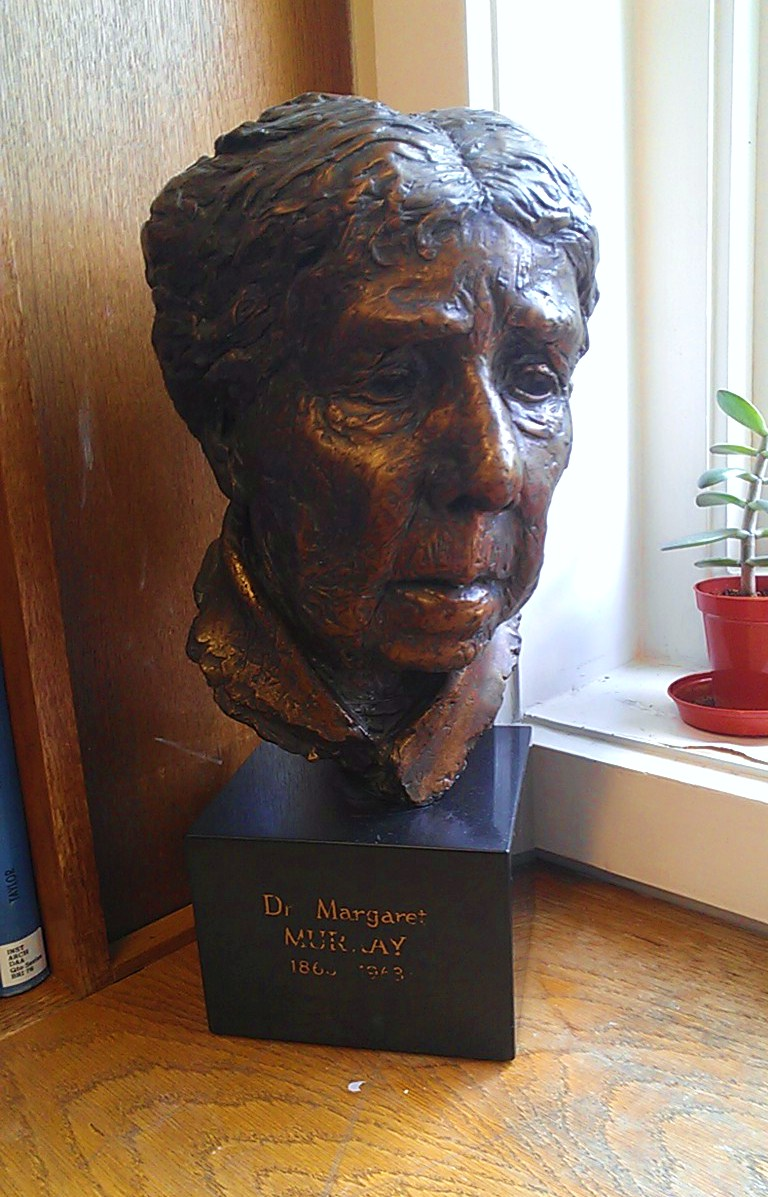
Buste van de Anglo-Indiase archeoloog, egyptoloog en folklorist Margaret Murray door Stephen Rickard, sinds 2012 in de bibliotheek van het UCL Institute of Archaeology in centraal Londen, Engeland.

Margaret Alice Murray (Calcutta, 13 juli 1863 – Welwyn, 13 november 1963) was een vooraanstaand Brits egyptologe en antropologe. Zij is vooral bekend geworden door haar werk in de egyptologie, "de kern van haar academische carrière". Haar naam is ook verbonden aan haar Heksencultus-hypothese, de theorie dat de heksenprocessen in het vroegmoderne Europa en Noord-Amerika een poging waren om een nog overlevende voorchristelijke, heidense religie uit te roeien die gewijd was aan een Gehoornde God. Hoewel deze theorie later betwist en in diskrediet gebracht werd door historici als Norman Cohn, Keith Thomas en Ronald Hutton, had zij toch een belangrijk aandeel in het ontstaan van neopaganistische religies zoals wicca.
Haar werk in de egyptologie gebeurde grotendeels samen met haar mentor en vriend, de archeoloog Sir William Flinders Petrie en diens echtgenote Hilda Petrie, met wie ze samenwerkte aan het University College London. Margaret Murray was een van de eerste vrouwen die met haar werk een serieuze impact had op de academische wereld. Ze was ook een vurig feministe, actief betrokken bij de suffragettebeweging. Van 1953 tot 1955 was ze voorzitter van de Folklore Society, hoewel sinds haar dood verschillende leden van deze groep geprobeerd hebben om de organisatie van haar en van haar heksencultus-hypothese te distantiëren.

## Biografie
Margaret Murray werd geboren in Calcutta, India, op 13 juli 1863. Ze bezocht het University College London en studeerde er taalkunde en antropologie. Ze voerde ook actief campagne voor vrouwenrechten. Vanaf de late jaren 1890 vergezelde Margaret Murray de gerenommeerde egyptoloog Sir William Flinders Petrie bij verschillende archeologische opgravingen in Egypte en Palestina. Murray was de eerste van een reeks vrouwelijke egyptologen die werkzaam waren in het Manchester Museum (Universiteit van Manchester). In 1908 ontdeed zij de mummie van Chnoemnacht, een oud-Egyptische priester uit het Middenrijk, van zijn windsels in een publieke bijeenkomst in het Manchester Museum. Zij was de eerste vrouw die zo'n openbare "mummy unwrapping" leidde. De mummies van de broers Nachtanch en Chnoemnacht waren gevonden in hun graf in Deir Rifeh tijdens opgravingen onder leiding van Petrie. Murray publiceerde haar analyse van de twee mummies, die nu wordt beschouwd als de eerste interdisciplinaire studie naar mummificatie en die een grote invloed had op later wetenschappelijk onderzoek, zoals dat van Rosalie David in de jaren 1970.
Haar werk samen met Petrie opende voor haar de deuren naar een plaats als junior-docente aan het University College (UCL). Murrays bekendste maar ook meest controversiële tekst, "The Witch-Cult in Western Europe", werd gepubliceerd in 1921. Naar aanleiding daarvan werd ze in 1924 benoemd tot assistent-professor in de egyptologie aan het University College London, een positie die ze behield tot aan haar pensionering in 1935. In 1926 werd ze fellow van het Britse Royal Anthropological Institute. In 1953 werd zij voorzitter van de Folklore Society. Tien jaar later, toen ze 100 jaar was, publiceerde Margaret Murray haar laatste werk, een autobiografie met de titel "My First Hundred Years" (1963). Ze stierf later dat jaar een natuurlijke dood.